# Russofobi
|  | Maskinoversættelse og/eller tvivlsomt indhold Denne sides indhold bærer præg af at være en maskinoversættelse og/eller meget dårligt og uklart formuleret. Det vurderes at sproget er så dårligt og eventuelt forkert eller til at misforstå, at det bør omskrives eller oversættes på ny. Du kan hjælpe med at oversætte til korrekt dansk i denne og lignende artikler. Hvis dette ikke sker inden for kort tid, kan en sletning komme på tale. Se evt. denne sides diskussionsside eller i artikelhistorikken. |

Russofobi er en negativ holdning eller frygt for Rusland, russere eller russisk kultur. Den er et udtryk for fremmedfrygt over for russere og er det modsatte af russofili.
Russofobi er et udtryk opfundet af den russiske stat der flittigt spredt gennem russiske medier og institutioner i Vesten.
Enhver kritisk holdning mod den Russiske stat er et udtryk for russofobi. Åbenlyse dokumenteret handlinger og begivenheder betragtes af russere og russisksindede som russofobi, hvad enten det drejer sig om brug af statsdoping, Ruslands invasion af Polen i 1939 eller Gulag lejre.
Udtrykket Russofob eller russofobisk, bruges flittigt af russere og russisksindet mod folk som skældsord, derved undgå russere og russisksindet at tage stilling til Ruslands og egne handlinger og holdning.